# Correbia boliviana
Correbia boliviana är en fjärilsart som beskrevs av Rothschild 1912. Correbia boliviana ingår i släktet Correbia och familjen björnspinnare. Inga underarter finns listade i Catalogue of Life.